# Reißeckhütte
Die Reißeckhütte ist eine Schutzhütte der Sektion Spittal/Drau des Österreichischen Alpenvereins. Sie liegt auf einer Höhe von 2287 m ü. A. in der Reißeckgruppe in Kärnten direkt unterhalb der Staumauer des Großen Mühldorfer Sees, einem Jahresspeicher der Kraftwerksgruppe Reißeck-Kreuzeck.

## Geschichte
Die Reißeckhütte wurde im Jahre 1908 als Ausgangspunkt für die alpine Erschließung der Reißeckgruppe errichtet. Mit dem Bau der Speicher für das Kraftwerk in den 1950er Jahren, dem Bau der Reißeck-Höhenbahn und des benachbarten Sporthotels Reißeck (2340 m) hatten sich die Aufgaben der Schutzhütte verändert.
Nachdem 2014 der Betrieb der Reißeck-Höhenbahn eingestellt wurde und auch die Reißeck-Standseilbahn seit 2016 außer Betrieb ist, gingen die Besucherzahlen auf der Reißeckhütte stark zurück, die Hütte ist jedoch weiterhin von Anfang Juli bis Ende September geöffnet.

## Wege

### Zustieg
Für den Fußweg von Mühldorf (589 m) wird eine Gehzeit von 5½ Stunden angegeben. Der Weg führt entlang des Mühldorferbaches auch durch die Klinzerschlucht und wurde nach dem Bau der Reißeck-Höhenbahn wenig begangen, da die Hütte ab Kolbnitz in einer Fahrzeit von einer halben Stunde und einer Gehzeit von 10 Minuten zu erreichen war.

### Gipfelbesteigungen
- Großes Reißeck (2965 m), Gehzeit: 3 Stunden.
- Hochkedl (2580 m), Gehzeit: 1¼ Stunden.
- Radlkopf (2744 m), Gehzeit: 2 Stunden.
- Riedbock (2822 m), Gehzeit: 2½ Stunden.
- Großer Stapnik (2892 m), Gehzeit: 3¼ Stunden.
- Zauberernock (2944 m), Gehzeit: 4 Stunden.
- Hohe Leier (2772 m), Gehzeit: 3 Stunden.
- Kleine Leier (2662 m), Gehzeit: 2¼ Stunden.

### Übergänge zu anderen Hütten
In unmittelbarer Nähe liegen die Selbstversorgerhütte der Naturfreunde Adlerhorst (2335 m) und das geschlossene Sporthotel Reißeck (2340 m).
Die Hütte liegt am Reißeck-Höhenweg, der sie mit den benachbarten Hütten verbindet und Teil des Rupertiwegs (Österreichischer Weitwanderweg 10) ist:
- Arthur-von-Schmid-Haus (2281 m), Gehzeit: 9 Stunden.
- Kaponig-Biwak (2537 m), Gehzeit: 6½ Stunden.
- Neue Mooshütte (2320 m), Gehzeit: 2 Stunden.
- Gießener Hütte (2202 m), Gehzeit: 9 Stunden.